# Élections générales néo-brunswickoises de 1963

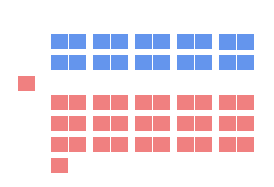
Élections générales néo-brunswickoises de 1963 part des votes.

L'élection générale néo-brunswickoise de 1963, aussi appelée la 45e élection générale, a lieu le 22 avril 1963 afin d'élire les membres de la 45e législature de l'Assemblée législative du Nouveau-Brunswick, au Canada.
Le Parti libéral remporte une majorité de 32 sièges tandis que l'opposition officielle est formée par le Parti progressiste-conservateur, avec 20 sièges.